# La Pantera Rosa: Misión Peligrosa
La Pantera Rosa: Misión Peligrosa (estilizado como La Pantera Rosa: Misión PeligRosa, en inglés: The Pink Panther: Passport to Peril) es un videojuego de aventura gráfica lanzado en 1996. Es un juego educativo en el que Rosa (como llaman al protagonista) viaja a seis diferentes países: Inglaterra, Egipto, China, Bután, India y Australia.
Desarrollado por Wanderlust Interactive y publicado por BMG Interactive y Simon & Schuster Inc. el 31 de diciembre de 1996 en Estados Unidos para Windows.

## Argumento
Rosa es enviada por el Inspector Clouseau, su jefe en el juego, al campamento ChillyWawa, un campamento de verano para niños superdotados, para protegerlo de una misteriosa amenaza. Una vez allí, conoce a un grupo multiétnico de jóvenes, así como al Hombrecillo de los cortos animados de La Pantera Rosa en el papel de consejero del campamento.  También vuelve a tener contacto con un viejo amigo suyo, Von Listo, un científico caricatura de Albert Einstein , el cual le enseña sus numerosos inventos.
Poco después de aparecer Rosa, los niños empiezan a comportarse de un modo extraño y contradictorio a su naturaleza, odiando su experiencia en el campamento a pesar de los esfuerzos de Rosa por apaciguarles. Rosa empieza a viajar alrededor del mundo, seguido por tres perros que dicen representar al "BCB" ("Bárbaros Caninos Babosos"), encargados de evaluar el programa del campamento, asegurarse de que los niños están bien cuidados y felices y verificar que todo el material del campamento cumple con sus exigentes normas.
Equipado con su "ADR" (una especie de PDA cuyas siglas significan "Ayudante Digital Rosa"), el cual contiene información sobre la gente, idioma, ropa, entretenimiento, arte, historia, naturaleza y comida de cada país que aparece en el juego, Rosa viaja por el mundo completando diversas tareas basadas en las necesidades de los niños.  Con el tiempo reúne suficientes evidencias como para probar que el jefe de los perros intenta arruinar la reputación del campamento ChillyWawa para que cierre, permitiéndole abrir un lucrativo restaurante de comida rápida en su lugar. Finalmente, el jefe de los perros le revela a Rosa que reemplazó a los niños del campamento con clones robóticos, programados para odiar el campamento pase lo que pase. Se produce entonces un enfrentamiento final entre Rosa y el jefe de los perros y sus secuaces, Pugg and Louie, así como el traidor Hombrecillo, que termina con los cuatro villanos aspirados por la potente aspiradora y con los niños liberados.
Volviendo tras el triunfo a la oficina del Inspector Clouseau, Rosa rechaza su próxima misión, una embarazosa misión de incógnito.